# Scontri del Nagorno Karabakh del 2010
Gli scontri del Nagorno Karabakh del 2010 furono una serie di scontri a fuoco avvenuti il 18 febbraio sulla linea di contatto che divideva le forze militari azere e armene del Karabakh. L'Azerbaigian accusò le forze armene di aver sparato sulle posizioni azere vicino Tap Qaraqoyunlu, Qızıloba, Qapanlı, Yusifcanlı e nei villaggi di Cavahirli, nonché negli altopiani del Distretto di Ağdam con armi da fuoco tra cui con cecchini. Di conseguenza, tre soldati azeri furono uccisi e uno rimase ferito.
Il coinvolgimento divenne la seconda violazione del cessate il fuoco più mortale dal 1994, dopo gli scontri di Mardakert del 2008.

## Incidenti
Gli incidenti coinvolsero due regioni del Nagorno Karabakh (Tartar e Agdam) e una regione al di fuori di essa (Goranboy). Le fonti azere affermarono che alle 13:00 ora locale l'esercito armeno del Karabakh sparò da Talysh verso le posizioni azere a Tap Qaraqoyunlu. Di conseguenza, alle 15:00 le truppe armene avrebbero aperto il fuoco da distretto di Agdam, uccidendo un soldato azero. Dopo qualche tempo gli spari raggiunsero un carattere su larga scala e continuarono fino a sera. Secondo la parte azera, le truppe armene del Karabakh si ritirarono con perdite.

## Vittime
A seguito degli incidenti il Ministero della Difesa azero annunciò i nomi delle persone uccise: un soldato Sahil Mammadov (nato il 10 aprile 1991, chiamato dal commissariato di Shaki nell'aprile 2009), il caporale Royal Farajov (nato l'8 marzo 1991, chiamato nell'aprile 2009), un soldato Davud Rustamov (nato il 22 luglio 1991, convocato nell'ottobre 2009). Il soldato Elvin Adigozalov (nato il 10 dicembre 1990, convocato nel gennaio 2009) rimase ferito.
Sebbene il Ministero della Difesa azero avesse stimato che le vittime armene fossero "non inferiori alle nostre", il portavoce militare armeno Senor Hasratian negò che la parte armena avesse subito perdite.

## Reazione internazionale
- Iran Il 19 febbraio l'ambasciatore iraniano in Armenia Seyed Ali Saghaeyan dichiarò in una conferenza stampa a Erevan: "L'Iran condivide un confine comune con il Karabakh, e quindi abbiamo certamente le nostre considerazioni e opinioni sulla composizione di una forza di pace che potrebbe essere schierata nella zona di conflitto".[5] Saghaeyan, tuttavia, non chiarì cosa intendesse sulla condivisione di "un confine comune" tra Iran e Karabakh.[5]